# Batel
Batel (do latim battelum) é um barco ou canoa de boca aberta, mais especificamente a maior das embarcações miúdas. Tal embarcação servia aos navios antigos ("naus") para transporte, por exemplo, de pescado. Quando um navio não é capaz de chegar a um determinado local de difícil acesso, utiliza-se o batel, pois, por causa de seu tamanho, é quase sempre possível sua passagem em locais pequenos. 
A finalidade de um batel assemelha-se a de um barco, canoa ou bote, tornando estes sinônimos de batel. A única diferença entre os termos é a época em que foram utilizados - enquanto canoa e bote são termos mais atuais, batel é mais antigo. Este foi muito utilizado por Gil Vicente em sua obra Auto da Barca do Inferno, assim como a citação de Pero Vaz de Caminha utilizando o termo batel em sua carta a El Rei Dom Manuel e também por Lucas no livro de Atos dos apóstolos, capitulo 27, versículo 16. 
É mencionado na famosa canção portuguesa "Canção do Mar" produzida no século XX, brilhantemente interpretada por Amália Rodrigues, a grande dama da canção de Portugal.